# نتفن
شهر نتفن (به آلمانی: Netphen) در ایالت نوردراین-وستفالن در کشور آلمان واقع شده‌است.